# Антананаріву (провінція)
Антананаріву (малаг. Antananarivo) — колишня провінція Мадагаскару з територією 58283 км² і населенням 5,370,900 осіб (2004 рік). Адміністративний центр — столиця країни місто Антананаріву.
За винятком провінції Анціранана, провінція Антананаріву межує з усіма іншими провінціями країни:
- Махадзанга — на півночі
- Туамасіна — на сході
- Фіанаранцуа — на півдні
- Туліара — на заході.

Президентом (PDS — Président de la Délégation Spéciale) провінції був Еміль Ракотомалала.

## Адміністративно-територіальний поділ

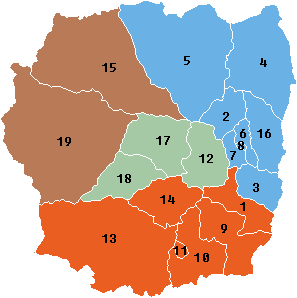
Регіони та департаменти провінції Антананаріву.

| - Регіон Аналаманга (синій): - 2. Ambohidratrimo - 3. Andramasina - 4. Anjozorobe - 5. Ankazobe - 6. Antananarivo-Atsimondrano - 7. Antananarivo-Avaradrano - 8. Antananarivo-Renivohitra - 16. Manjakandriana - Регіон Бонголава (коричневий): - 15. Fenoarivobe - 19. Tsiroanomandidy - Регіон Ітаси (зелений): - 12. Arivonimamo - 17. Miarinarivo - 18. Soavinandriana - Регіон Вакінанкаратра (жовтогарячий): - 1. Ambatolampy - 9. Antanifotsy - 10. Antsirabe сільський - 11. Antsirabe міський - 13. Betafo - 14. Faratsiho |

## Міста
- Антананаріву
- Анцирабе
- Ціроаномандіді
- Міарінаріву